# Cvikov
Cvikov (în germană Zwickau in Böhmen) este un oraș cu 4.439 loc. (în 2005), capitala districtului Okres Česká Lípa din regiunea Liberec, Cehia de nord.

## Date geografice
Localitatea se află la marginea de sud a munților Luzațieni la sud vest de Zittau și ca. 10 km de granița cu Germania. Localități vecine în vest sunt:  Nový Bor (Haida), iar în est Jablonné v Podještědí.

## Istoric
Cvikov, ca și majoritatea localităților din regiune au luat naștere datorită faptului că erau amplasate pe traseul drumului comercial Alten Leipaer Straße. Acest drum lega Boemia centrală de Zittau. Cvikov (Zwickau), devine parochie în 1352 și  oraș în anul 1391. Inițial localitatea a aparținut de Milštejn (Mühlstein), ca mai târziu să devină de sine stătător, de el va aparține orășelul Zákupy (Reichstadt). În războiul de treizeci de ani, orașul va suferi prin anul 1632 distrugeri importante, ca în anul 1680 populația să fie decimată de pestă, în perioada din timpul lui Franz von Sachsen-Lauenburg, vor avea loc o serie de răscoale țărănești. Regina Maria Theresia va confirma în anul 1745 drepturile lui Zwickau ca oraș. Ca urmare unei foamete din anul  1775, vor izbucni din nou răscoale țărănești, care vor fi din nou înăbușite. Primul spital va fi înființat în 1835, Zwickau devine capitala districtului cu același nume în 1850, având o  jandarmerie, paza serviciului fiscal și un oficiu cadastral. Orașul este legat în anul 1886 la rețeaua de cale ferată Zwickau - Röhrsdorf (Svor). Prin anii 1900 se dezvoltă ca oraș industrial, ramurile principale fiind industria textilă, de coloranți și industria sticlei. După cel de al doilea război mondial, orașul pe lângă industria sticlei,  devine un centru de tratamente cu un sanatoriu pentru copii cu boli pulmonare.

## Personalități marcante

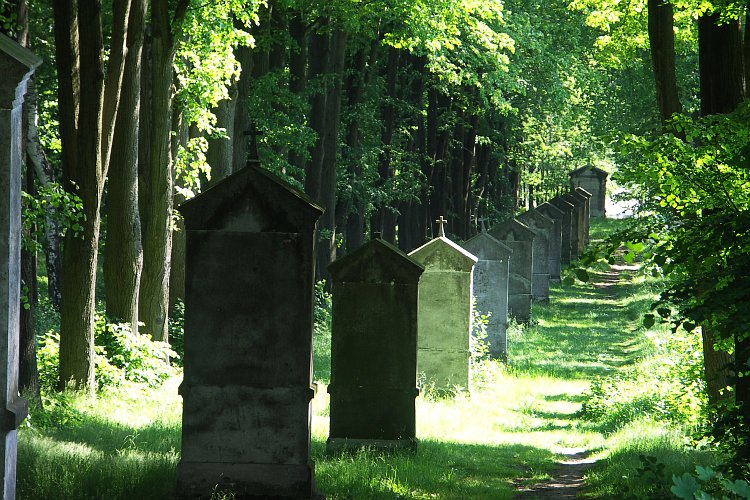
Dealul Calvaria (Křížový vrch) în Cvikov

- Anton Günther , (*1783 in Lindenau), filozof
- Franz Winkler (1890 - 1945), politician austriac
- Reinfried Pohl (*1928), întemeiotorul asociației germane (Deutsche Vermögensberatung AG)